# Henry Balfour
Henry Balfour van Mackerston († 1580) was tijdens de Tachtigjarige Oorlog een kaper en kolonel van de Schotse brigade in dienst van het Staatse leger.

## Biografie
In 1570 had hij het bevel over honderd Schotse soldaten in de stad Vere. Tijdens het Beleg van Haarlem deed hij op 17 januari een uitval op het blokhuis in Rustenburg. Hij wist de bezetting dood te slaan en het blokhuis bezet te houden. Hij bracht nadien vier veroverde Spaanse vaandels Haarlem binnen. Na de inname van Haarlem werd zijn leven gespaard mits hij Willem van Oranje zou vermoorden. In vrijheid waarschuwde hij de prins van Oranje en bleef trouw aan de staatsen. Hij werd daarna bevorderd tot kolonel en nam Menen in voor Oranje. In 1580 viel hij bij Brugge door een kogel.